# (8333) Medina
(8333) Medina est un astéroïde de la ceinture principale découvert en 1982.

## Description
(8333) Medina a été découvert le 7 novembre 1982 à l'observatoire Kleť, en République tchèque, en Bohême-du-Sud, par Antonín Mrkos.

### Caractéristiques orbitales
L'orbite de cet astéroïde est caractérisée par un demi-grand axe de 2,74 UA, un périhélie de 2,45 UA, une excentricité de 0,11 et une inclinaison de 8,66° par rapport à l'écliptique. Du fait de ces caractéristiques, à savoir un demi-grand axe compris entre 2 et 3,2 UA et un périhélie supérieur à 1,666 UA, il est classé, selon la JPL Small-Body Database, comme objet de la ceinture principale.

### Caractéristiques physiques
(8333) Medina a une magnitude absolue (H) de 12,8 et un albédo estimé à 0,190.